# Chapelle Saint-Fructueux de Roca-Vella
La chapelle Saint-Fructueux de Roca-Vella (en catalan et parfois en français Sant Fructuós de Rocavella) est une ancienne église paroissiale romane qui se dresse au sud du village de Laroque-des-Albères, dans le département des Pyrénées-Orientales. La tradition, ainsi que le nom de Roca-Vella (en catalan « l'ancien Laroque »), font de cette église la première église paroissiale de Laroque-des-Albères. L'édifice, abandonné depuis très longtemps est actuellement en ruines, mais fait l'objet de maintenance, pour éviter qu'elle ne soit détruite davantage.

## Histoire de l'église
Bien qu'on n'en soit pas totalement certain, il semblerait que l'église de Roca-Vella soit la Cella Sancti Felici mentionnée dans les documents du IXe siècle, ainsi, elle aurait été au départ dédiée à saint Félix, et pourrait ainsi être l'église du village primitif de Laroque. Mais on ne trouve la mention de l'église Saint-Fructueux qu'en 1264 sous l'appellation ecclesia St. Fructosi de Roca Vella. L'analyse de l'architecture révèle que les bases de l'édifice remontent au Xe siècle, voire au IXe siècle, ce qui semble confirmer un changement de patronage aux alentours du XIIIe siècle. L'église semble avoir été abandonnée dès le XVIIe siècle et est depuis peu à peu tombée en ruines. 

## Description de l'édifice
Les ruines de Roca-Vella étaient, jusqu'au milieu du XXe siècle, restées assez complètes. On perçoit sur les photographies anciennes, les restes de la voûte de la nef et de l'abside, ainsi que les restes d'un clocher, sous forme de tour. C'est lors de l'effondrement des restes de cette tour, vers 1960, que la voûte et une bonne partie de l'élévation des murs s'écroulèrent également. Actuellement, seuls les murs latéraux conservent à peu près leur élévation d'origine.
Il s'agit d'un édifice aux dimensions surprenantes : la nef unique est assez courte et étroite, mais très élevée. La voûte de l'abside était en cul de four, rattaché à la nef par un arc triomphal légèrement outrepassé. Le centre de la nef semble quant à lui, avoir été couvert par une sorte de coupole posée sur des arcs en trompe, que l'on peut encore observer. L'abside est de forme semi-circulaire et présente les vestiges de deux ouvertures superposées, laissant penser à la présence soit de deux sanctuaires superposées, soit d'une crypte, ce qui expliquerait l'élévation importante de l'édifice.